# Tour de Flandes 1951
El Tour de Flandes 1951 és la 35a edició del Tour de Flandes. La cursa es disputà l'1 d'abril de 1951, amb inici a Gant i final a Wetteren després d'un recorregut de 274 quilòmetres.
El vencedor final fou, per tercer any consecutiu, l'italià Fiorenzo Magni, que s'imposà en solitari en l'arribada a Wetteren. Els francesos Bernard Gauthier i Attilio Redolfi acabaren segon i tercer respectivament.
Amb aquesta victòria Magni es convertia en el segon ciclista en guanyar tres edicions del Tour de Flandes, després que Achiel Buysse ho aconseguís els anys 1940, 1941 i 1943. Les tres victòries consecutives és una fita encara no igualada.

## Classificació final
|    | Ciclista                  | Equip              | Temps      |
| -- | ------------------------- | ------------------ | ---------- |
| 1  | Fiorenzo Magni (ITA)      | Ganna              | 7h 43' 03" |
| 2  | Bernard Gauthier (FRA)    | Mercier-Hutchinson | + 5' 35"   |
| 3  | Attilio Redolfi (FRA)     | Mercier-A.Magne    | + 10' 32"  |
| 4  | Loretto Petrucci (ITA)    | Taurea             | + 10' 32"  |
| 5  | Jean Baldassari (FRA)     | Mercier-Le Greves  | + 11' 50"  |
| 6  | Rik van Steenbergen (BEL) | Mercier-Hutchinson | + 12' 30"  |
| 7  | Raymond Impanis (BEL)     | Alcyon-Dunlop      | + 14' 06"  |
| 8  | André Pieters (BEL)       | Devos Sport        | + 15' 30"  |
| 9  | André Declerck (BEL)      | Bertin             | + 15' 30"  |
| 10 | Valère Ollivier (BEL)     | Bertin             | + 18' 05"  |